# Maroua Chebbi
Pour les articles homonymes, voir Chebbi.
Maroua Chebbi, née le 30 décembre 1986 à Tunis, est une joueuse tunisienne de football féminin évoluant au sein de l'équipe nationale de Tunisie et du Rouge et Or de l'université Laval.

## Carrière

### Clubs
- 2004-2009 : Tunis Air Club ( Tunisie)
- 2009 : Amiral SC de Québec ( Québec), évoluant dans la W-League
- 2010 : Tunis Air Club ( Tunisie)
- 2010-2011 : Rouge et Or de l'université Laval ( Québec), évoluant dans la Ligue universitaire de soccer du Québec
- 2011 : Caravelles de Sainte-Foy–Sillery ( Québec), évoluant dans la Ligue de soccer élite du Québec
- 2011-2012 : Rouge et Or de l'université Laval ( Québec), évoluant dans la Ligue universitaire de soccer du Québec
- 2012 : Amiral SC de Québec ( Québec), évoluant dans la W-League

### Sélection nationale
Maroua Chebbi est membre depuis plusieurs années de l'équipe de Tunisie. En 2008, elle contribue à la qualification de la sélection nationale au championnat africain.

## Palmarès
- Championnat de la W-League
  - Titre de la Conférence centrale en plus d'une participation au Final Four de la W-League[1] : 2012
- Championnat du Sport interuniversitaire canadien
  - Meilleure buteuse de la saison 2010 dans la Ligue universitaire de soccer du Québec avec neuf buts et six assistances[2]